# 陳華順
陳華順（1849年—1913年），廣東顺德人，中國武術家，花名找钱华、爪錢華，是清朝末年詠春宗師梁贊（「贊先生」）之入室弟子，在佛山公開教授詠春拳術。
他生于顺德，據說少年時在米店打工，一開始是米店的搬運工，身材高大，孔武有力，能夠單手拿持二百中斤（等於100公斤）白米跑步。後因精通會計，升任帳務。
後到佛山的錢莊擔任出納，負責為人兌換銀幣與銅錢（「找錢」），人稱「找錢華」（爪錢華）。39岁开始拜梁贊为师，由李華（外號「木人華」）教授他詠春拳，1889年李华去世后又由梁赞亲自教授。他在练武的同时还学习漢方医术、诊治病人。
一生收徒不多，共十六弟子。除其子陈汝錦之外，还有雷汝济、陈锡侯、黎厚培、陈孔大、何汉侣、吴小鲁及吳仲素兩兄弟，與封門弟子葉問。

## 年表
- 1849年，生于廣東顺德。
- 1884年（清光緒元年），35歲時生子陳汝錦，陳華顺當時尚未學詠春。
- 1888年，贊先生62歲，體力開始衰退，而兒子們皆離開佛山謀生，無意承繼榮生堂（或作「贊生堂」）。故開始找尋繼承人，當時收了39歲之陳華顺為徒．館務多由大師兄「木人華」李華處理。而從當時起，贊先生時常回鄉古勞。
- 1889年，李華去世，館務由陳華顺處理。贊生時常往返回佛山和古勞之間。榮生堂改名杏濟堂。
- 1892年，華顺教兒子陳汝錦（時8歲）學詠春，顺跟隨贊只有四年時間。
- 1901年，梁贊離世，陈华顺離開杏濟堂，於蓮花地大街缸瓦店內，授徒。
- 1906年，租得桑園大街葉家庄大祠堂，葉問七歲拜師。
- 1909年，輕微中風，退休回鄉养病，館務由吳仲素代替。
- 1913年，陈华顺病逝，終年64歲。

## 影視媒體形象

### 電影
- 在《贊先生與找錢華》中，由卡薩伐飾演。
- 在《葉問前傳》中，由洪金寶飾演陳華順。
- 在《一代宗師》中，由袁和平飾演陳華順。

### 電視劇
- 在《佛山贊先生》中，由呂良偉飾演。
- 在《佛山贊師父》中，由洪天明飾演。
- 在《詠春》中，由伍允龍飾演。
- 在《葉問》中，由元華飾演。